# Niuzai Wan
Niuzai Wan (chinesisch 牛仔湾 ‚Cowboy-Bucht‘) ist eine kleine Bucht an der Ingrid-Christensen-Küste des ostantarktischen Prinzessin-Elisabeth-Lands. Sie liegt nordöstlich des Discussion Lake am Nordostrand der Halbinsel Broknes.
Chinesische Wissenschaftler benannten sie 1993 im Zuge von Vermessungs- und Kartierungsarbeiten.